# پرایا گرانج
پرایا گرانج (به پرتغالی: Praia Grande) یک شهر و شهر و شهرداری در برزیل است که در ایالت سائو پائولو واقع شده‌است. پرایا گرانج ۱۴۹٫۲۵ کیلومتر مربع مساحت و ۳۱۹٬۱۴۶ نفر جمعیت دارد و ۳ متر بالاتر از سطح دریا واقع شده‌است.